# Zivilschutz- und Katastrophenhilfegesetz
Das Gesetz über den Zivilschutz und die Katastrophenhilfe des Bundes (Zivilschutz- und Katastrophenhilfegesetz) bildet die Rechtsgrundlage für den bundesseitigen Bevölkerungsschutz in Deutschland.

## Geschichte
Das Zivilschutz- und Katastrophenhilfegesetz wurde 1997 mit dem Gesetz zur Neuordnung des Zivilschutzes (ZSNeuOG) vom Bundestag mit Zustimmung des Bundesrates als Zivilschutzgesetz (ZSG) erlassen, gleichzeitig wurde der bisherige Bundesverband für den Selbstschutz aufgelöst. Durch das Haushaltssanierungsgesetz (HSanG) vom 22. Dezember 1999 wurde das bis dahin im ZSG definierte Bundesamt für Zivilschutz aufgelöst und dessen Verwaltungsaufgaben an das Bundesverwaltungsamt übertragen. Mit dem Zivilschutzgesetzänderungsgesetz (ZSGÄndG) vom 2. April 2009 erhielt das Gesetz seinen heutigen Titel und Inhalt.

## Inhalt

### Allgemeines
Im Ersten Abschnitt des Gesetzes werden die Aufgaben des Zivilschutzes definiert und das Bundesamt für Bevölkerungsschutz und Katastrophenhilfe als zuständige Behörde für durch den Bund getragene Aufgaben bestimmt. Für die Ausgestaltung von Einheiten, Einrichtungen und Anlagen, die für den Zivilschutz eingesetzt werden sowie, im Achten Abschnitt des Gesetzes, für den Kulturgutschutz wird auf die Haager Konvention zum Schutz von Kulturgut bei bewaffneten Konflikten verwiesen. Im Fünften Abschnitt des Gesetzes wird die Anordnung von Aufenthaltsregeln und Evakuierungen im Verteidigungsfall ermöglicht. Die den Gebietskörperschaften durch das Gesetz verursachten Kosten werden im Zehnten Abschnitt dem Bund auferlegt.

### Selbstschutz
Im Zweiten Abschnitt des Gesetzes wird die Verantwortung für den Selbstschutz den Gemeinden zugewiesen. Im Vierten Abschnitt des Gesetzes werden die Zuständigkeiten für Bau, Verwaltung und Unterhaltung von öffentlichen Schutzräumen festgelegt.

### Warnung
Im Dritten Abschnitt des Gesetzes wird der Bund verpflichtet, die für die Warnung der Bevölkerung zuständigen Landesbehörden zu unterstützen sowie die besonderen Gefahren des Verteidigungsfalls zu erfassen.

### Organisationen
Der Sechste Abschnitt des Gesetzes definiert die Zusammenarbeit von Bund und Ländern im Verteidigungs- und Katastrophenfall. Unter anderem unterstützt die Bundesanstalt Technisches Hilfswerk Landesbehörden im Zivilschutz. Im Neunten Abschnitt wird unter anderem festgelegt, dass Männer und Frauen vom vollendeten 18. bis zum vollendeten 60. Lebensjahr im Verteidigungsfall zu Hilfsleistungen herangezogen werden können.

### Maßnahmen zum Schutz der Gesundheit
Im Siebten Abschnitt des Gesetzes werden Maßnahmen zum Schutz der Gesundheit im Verteidigungsfall und deren Nutzung für Aufgaben des Katastrophenschutzes definiert.

### Verstöße
Verstöße gegen einzelne Vorschriften, insbesondere Anordnungen der Gemeinden zum Selbstschutz und Aufenthaltsregelungen, können als Ordnungswidrigkeit mit Geldbußen bis zu 10.000 Euro bestraft werden.